# نیروی زمینی سلطنتی کامبوج
ارتش سلطنتی کامبوج (خمر: កងទ័ពជើងគោក) نیروی زمینی زیرمجموعه نیروهای مسلح سلطنتی کامبوج است، که در سال ۱۹۵۳ تأسیس شد.